# Glaciar del Dôme
El glaciar del Dôme (en italiano: ghiacciaio del Dôme) es un glaciar del macizo del Mont Blanc, en los Alpes. Desciende de la ladera meridional del Dôme du Goûter, en la vertiente italiana del macizo, desde una altitud de unos 4.300 m hasta confluir a los 2.400 m con el glaciar italiano de Miage que baja hacia el Val Veny. El glaciar del Dôme fluye entre el glaciar de Bionnassay y el glaciar del Mont Blanc, los otros dos tributarios del Miage.
La zona de acumulación del glaciar es delimitada hacia el norte por la línea de crestas que marca la frontera con Francia y que se extiende del Pitón de los Italianos hasta la Grande Bosse, pasando por el Dôme du Goûter. El casquete de hielo de este último le proporciona una de sus mayores fuentes de alimentación. A la izquierda del glaciar, las crestas rocosas de las Aiguilles Grises le separan del glaciar de Bionnassay. El glaciar baja siguiendo una fuerte pendiente, lo que le da un aspecto bastante accidentado debido a las numerosas grietas y algunas profundas rimayas.
La vía normal italiana, una de las tradicionales vías de ascensión al Mont Blanc desde la vertiente italiana, recorre en gran medida este glaciar para acceder al collado de Bionnassay o al collado de las Aiguilles Grises, y de allí seguir la línea de crestas hacia el Dôme du Goûter. Esta ruta preve un alto en el refugio Francesco Gonella, construido sobre un espolón rocoso de las Aiguilles Grises.